# Predstavka
Predstavka ili peticija (lat. petitio) je zahtjev građana za određenu promjenu uz sakupljanje potpisa zainteresiranih osoba. Jedna je od temeljnih prava europskih građana. Često se rabi za utjecaj na vlast ili državne ustanove a u svrhu usvajanja ili promjene zakona.
U svakodnevnom žargonu, peticija je dokument kojeg su potpisale brojne osobe, i koji je adresiran na neku službenu državnu ustanovu. Peticija može biti i usmena ili se može provesti putem Interneta. Isti pojam u pravnoj terminologiji označava zahtjev sudu.

## Primjeri
- Peticija znanstvenika 2010.
- Peticija protiv majorizacije Hrvata u BiH
- Peticija premijeru Plenkoviću protiv radikakne korupcije u pravosuđu, 5. travnja 2017.

## Vanjske poveznice
- Postupci za podnošenje predstavke Europskom parlamentu
- Parlament i britanska trgovina robljem 1600-1807 - arhiva peticija  Arhivirana inačica izvorne stranice od 23. travnja 2010. (Wayback Machine)

## Povezani članak
- prosvjed